# Бристъл (разрушител УРО, 1969)
Вижте пояснителната страница за други значения на Бристъл.
Бристъл (на английски: HMS Bristol (D23)) е разрушител с управляемо ракетно оръжие на Кралския флот. Принадлежи към разрушителите от типа „82“, които са проектирани като ескортни кораби за перспективните самолетоносачи от типа CVA-01. Планира се построяването на серия разрушители от тип 82 в размер на четири единици.
Плановете на Адмиралтейството са променени през февруари 1966 г., с отказа от постройка на двата нови самолетоносача и проекта за строителството на разрушителите от типа 82 също е спрян. Въпреки това, е решено да се построи един кораб според този проект, главно за изпитания на нови технологии.
Спуснат на вода през 1969 г., корабът има четири нови типа системи за въоръжения и радиоелектронно оборудване.

## Коментари
1. ↑  Изданието Jane's Fighting Ships за 1980-81 г. го определя като лек крайцер.